# Taxeotis philodora
Taxeotis philodora là một loài bướm đêm trong họ Geometridae.